# Emmanuelle Haïm

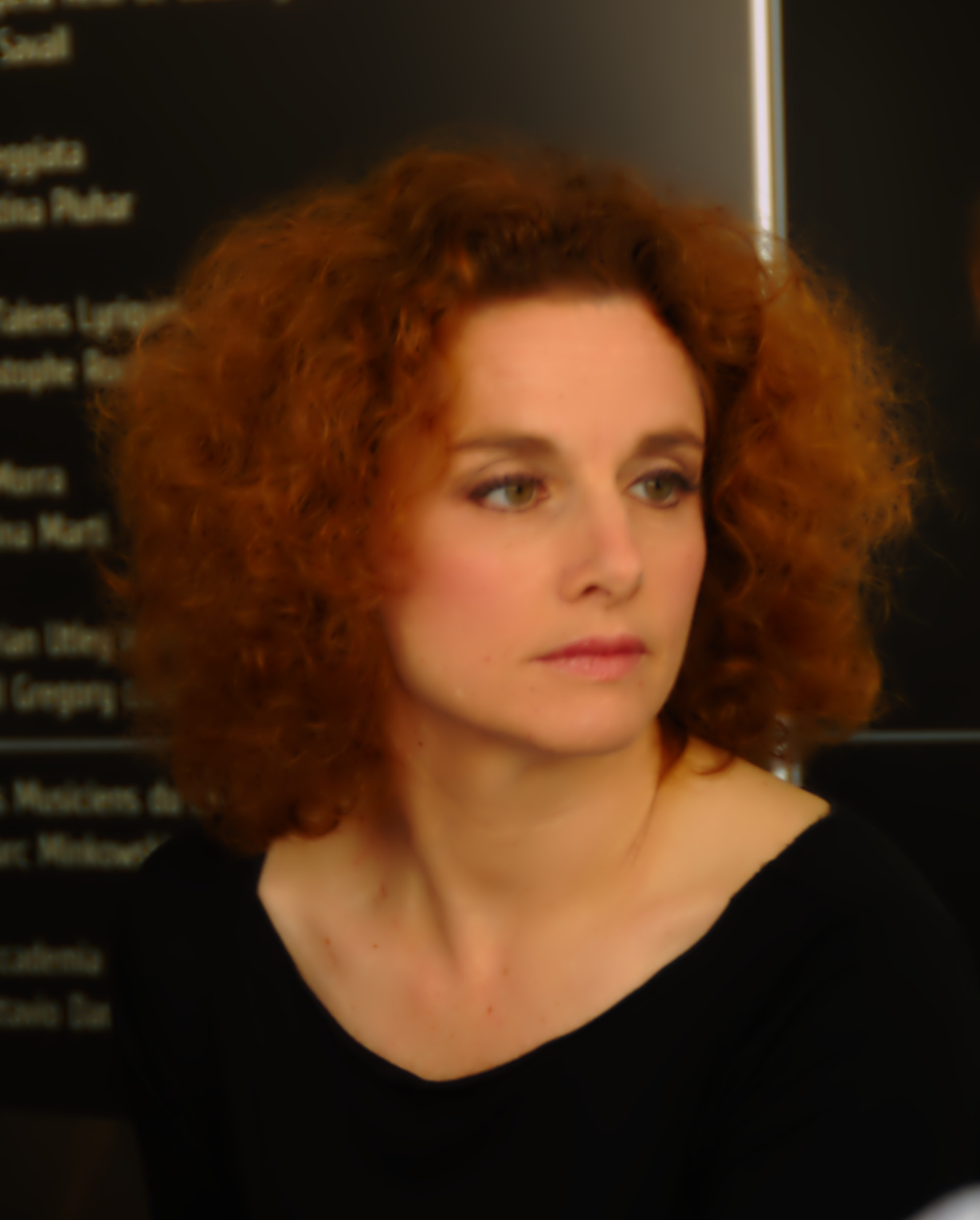
Emmanuelle Haim

Emmanuelle Haïm (* 11. Mai 1962 in Paris) ist eine französische Cembalistin und Dirigentin.

## Leben
Emmanuelle Haïm begann ihre Pianistenausbildung am Pariser Konservatorium, bei Yvonne Lefébure, bei André Isoir für Orgel, später bei Kenneth Gilbert und Christophe Rousset für Cembalo und Generalbass. Sie schloss ihre Studien mit insgesamt fünf „Ersten Preisen“ und einem „Zweiten Preis“ ab. Kurz nach Beginn des Studiums entdeckte sie ihre Neigung zur historischen Aufführungspraxis.
Emmanuelle Haïm war lange Zeit Continuospielerin und musikalische Assistentin im Ensemble Les Arts Florissants von William Christie. Auf dessen Empfehlung wurde sie Assistentin von Sir Simon Rattle.
Nach einigen Jahren verließ sie Les Arts Florissants, um Dirigentin zu werden. 2000 gründete sie ihr eigenes Barockensemble, Le Concert d’Astrée, welches erfolgreich in großen europäischen Städten zu Gast ist. Sie trat mit ihrem Ensemble beispielsweise im Théâtre des Champs-Élysées und im Barbican Centre auf.
Künstlerische Anerkennung erlangte Haïm 2001 durch ihr Debüt beim Glyndebourne Festival Opera mit Georg Friedrich Händels Rodelinda. 2004 wurde sie residierende Dirigentin beim Opernhaus von Lille. Sie kehrte 2006 nach Glyndebourne zurück, um die Oper Giulio Cesare zu dirigieren. 2008 hatte sie ihr Debüt in der Berliner Philharmonie mit Händels Ode zu Ehren der heiligen Cäcilia.
Am 23. Juni 2011 dirigierte sie in der Berliner Philharmonie ein Konzert der Berliner Philharmoniker mit Werken von Händel und Jean-Philippe Rameau. Am 18. Oktober 2019 dirigierte sie wiederum dort die Berliner Philharmoniker mit Werken von Henry Purcell und Georg Friedrich Händel, unter Mitwirkung der Solisten Lucy Crowe (Sopran) und Florian Sempey (Bariton). Während der Berliner Barocktage 2021 (5.–14. November) hatte sie die musikalische Leitung von André Campras Tragédie en musique „Idoménée“ in der Staatsoper Unter den Linden inne und dirigierte Le Concert d’Astrée.
Emmanuelle Haïm arbeitet intensiv mit der Sängerin Natalie Dessay zusammen, außerdem regelmäßig mit Ian Bostridge, Philippe Jaroussky, Sara Mingardo und anderen.
Ihre Diskographie mit Le Concert d’Astrée umfasst Händel-Duette (2000, u. a. mit Natalie Dessay und Véronique Gens), Purcells Dido and Aeneas, (2003, mit Susan Graham und Ian Bostridge), Monteverdis Orfeo (2003, mit Ian Bostridge und Patrizia Ciofi), eine CD mit Soprankantaten Händels (mit Natalie Dessay, 2005), Monteverdis Combattimento (2006, mit Rolando Villazón) sowie Händels Trionfo del Tempo (2007, wiederum mit Natalie Dessay). Die CD Lamenti wurde als beste Aufnahme des Jahres 2009 beim französischen Klassik-Wettbewerb preisgekrönt. 2018 erschien die Doppel-CD „Handel Italian Cantatas“ mit den Sängerinnen Sabine Devieilhe und Lea Desandre.